# Calophasia pygmaea
Calophasia pygmaea är en fjärilsart som beskrevs av Otto Staudinger 1870. Calophasia pygmaea ingår i släktet Calophasia och familjen nattflyn. Inga underarter finns listade i Catalogue of Life.